# راینهارت هایدریش
راینهارت تریستان اویگین هایدریش (به آلمانی: Reinhard Tristan Eugen Heydrich؛ ‏ تلفظ آلمانی: [ˈʁaɪnhaʁt ˈtʁɪstan ˈʔɔʏɡn̩ ˈhaɪdʁɪç] ()؛ ‏۷ مارس ۱۹۰۴ – ۴ ژوئن ۱۹۴۲) یک مقام عالی‌رتبه اس‌اس و پلیس آلمان در دوران آلمان نازی و یکی از طراحان اصلی هولوکاست بود. او رئیس اداره اصلی امنیت رایش (از جمله گشتاپو، پلیس جنایی و اس‌دی) و همچنین معاون فرماندار رایش در بوهم و موراویا بود. وی مدتی نیز رئیس کمیسیون بین‌المللی پلیس جنایی بود که امروزه به نام پلیس بین‌الملل شناخته می‌شود. هایدریش در ژانویهٔ ۱۹۴۲، ریاست کنفرانس وانزه را بر عهده داشت که طرح‌هایی را برای «راه حل نهایی مسئله یهودیان» — تبعید و نسل‌کشی همه یهودیان در کشورهای تحت اشغال آلمان — مطرح کرده و رسمیت بخشید.
برخی مورخان همچون گیتا سرنی، ریچارد جی. ایوانز و روبرت گروارت هایدریش را اهریمنی‌ترین چهرهٔ رژیم نازی می‌دانند. آدولف هیتلر هایدریش را «مردی با قلب آهنین» توصیف کرده بود. وی بنیان‌گذار و رئیس زیشرهایتس‌دینست (سرویس امنیت، اس‌دی) بود که یک سازمان اطلاعات و امنیت محسوب می‌شد که مسئول کشف و خنثی‌سازی هرگونه مقاومت علیه حزب نازی از طریق دستگیری، تبعید و قتل مخالفان بود. او یکی از سازمان‌دهندگان شب بلورین در ۹ و ۱۰ نوامبر ۱۹۳۸ بود که طی آن به‌شکل هماهنگ به خانه‌ها، مغازه‌ها و کنیسه‌های یهودیان در لایپزیگ و دیگر شهرهای آلمان و بخش‌هایی از اتریش حمله شد. این حمله توسط نیروهای اس‌آ صورت پذیرفت و پیش‌درآمدی بر هولوکاست بود.
هایدریش پس از ورود به پراگ، با سرکوب فرهنگ چک و تبعید و اعدام اعضای گروه مقاومت در این کشور، تلاش کرد تا مخالفان اشغال نازی‌ها را از میان بردارد. او مسئولیت مستقیم آینزاتس‌گروپن را بر عهده داشت؛ جوخه‌های مرگ شبه‌نظامی که در پی نیروی زمینی آلمان حرکت می‌کردند و بیش از دو میلیون نفر (از جمله ۱٫۳ میلیون یهودی) را با تیرباران دسته‌جمعی یا در اتاق‌های گاز کشتند.
هایدریش در ۲۷ مه ۱۹۴۲ در جریان عملیات انتروپوید به‌شدت زخمی شد. او در کمینِ گروهی از سربازان چکسلواکی افتاد که توسط دولت در تبعید چکسلواکی برای کشتنش فرستاده شده بودند. این تیم توسط سازمان اجرایی عملیات ویژه بریتانیا آموزش دیده بود. هایدریش یک هفته بعد بر اثر جراحات وارده درگذشت. مأموران اطلاعاتی رژیم نازی به‌دروغ، این عملیات سربازان چکسلواکی و پارتیزان‌های مقاومت را به دو روستای لیدیتسه و لژاکی ارتباط دادند. هر دو روستا با خاک یکسان شدند. تمامیِ مردان و پسران ۱۴ سال به بالا، تیرباران شدند و به جز تعداد انگشت‌شماری از زنان و کودکان، همگی تبعید و در اردوگاه‌های کار اجباری آلمان نازی به قتل رسیدند.

## اوایل زندگی
راینهارت تریستان اویگین هایدریش در سال ۱۹۰۴ در شهر هاله در ایالت زاکسن-آنهالت به‌دنیا آمد. پدرش ریشارد برنو هایدریش آهنگساز و خواننده اپرا و مادرش الیزابت آنا ماریا آمالیا کرانتس نام داشت. پدرش پروتستان و مادرش کاتولیک بود. دو قسمت از نام کوچک او، ادای احترامی به موسیقی میهنی بود: «راینهارت» به یک قهرمان تراژیک در اپرایی از پدرش به نام «آمین» اشاره داشت و «تریستان» برگرفته از اپرای تریستان و ایزولده اثر ریشارد واگنر بود. بخش سوم نام وی، «اویگین»، در واقع نام پدربزرگ مادری‌اش اویگین کرانتس بود که مدیر کنسرواتوار سلطنتی درسدن بود.
خانواده هایدریش از موقعیت اجتماعی و امکانات مالی قابل توجهی برخوردار بودند. موسیقی بخشی از زندگی روزمره هایدریش بود. پدرش «هنرستان موسیقی، تئاتر و آموزش» در هاله را تأسیس کرد و مادرش در آنجا پیانو تدریس می‌کرد. هایدریش در کودکی به ویولن علاقه پیدا کرد و این علاقه تا دوران بزرگسالی ادامه داشت. وی شنوندگان خود را با استعداد موسیقی‌اش تحت تأثیر قرار می‌داد.
پدر او افکار ملی‌گرایانه پان‌ژرمنیسم داشت و این افکار میهن‌پرستانه را به سه فرزندش نیز القا می‌کرد اما تا پس از جنگ جهانی اول به هیچ حزب سیاسی‌ای وابسته نبود. خانوادهٔ هایدریش سختگیر بودند. در جوانی، او برادر کوچکترش هاینتس را به یک دوئل ساختگی شمشیربازی دعوت کرد. او در تکالیف مدرسه — به‌ویژه در علوم و درس شیمی — در «گومنازیوم اصلاح و تربیت» عملکردی درخشان داشت. راینهارت که یک ورزشکار بااستعداد بود، بعدها به یک شناگر و شمشیربازِ قابل مبدل شد. او خجالتی و فاقد اعتمادبه‌نفس بود و به‌دلیل صدایِ زیر و شایعهٔ یهودی بودنش، مورد آزار و اذیت قرار می‌گرفت. این شایعه باعث شد تا به او لقب «موسی هندل» بدهند.
جنگ جهانی اول در سال ۱۹۱۸ با شکستِ آلمان به‌پایان رسید. اواخر فوریه ۱۹۱۹، ناآرامی‌های داخلی — از جمله اعتصاب‌ها و درگیری‌ها بین گروه‌های کمونیست و ضدکمونیست — در شهر زادگاهش هاله رخ داد. با فرمانِ وزیر دفاع گوستاو نُسکه، یک واحد شبه‌نظامیِ راست‌گرا تشکیل شد و دستور «بازپس‌گیری» هاله صادر شد. هایدریش که در آن زمان ۱۵ ساله بود، به گروه «داوطلبان تفنگ‌دار مارکر» (یک واحد شبه نظامی فرای‌کور) پیوست. هنگامی که درگیری‌ها پایان یافت، هایدریش بخشی از نیرویی بود که برای حفاظت از املاک خصوصی تعیین شده بود. اطلاعات کمی در مورد نقش او در این نیروهای حفاظتی وجود دارد اما وقایع آن دوران، تأثیر عمیقی بر وی گذاشت و به‌نوعی یک «بیداری سیاسی» برای او محسوب می‌شد. راینهارت به اتحادیۀ پاسداری و مبارزه‌خواهی ملی‌گرایان آلمان پیوست که یک سازمان ضدیهودی بود.
در نتیجهٔ شرایط حاصل از پیمان ورسای، تورم شدیدی سراسر آلمان را فرا گرفت و بسیاری از مردم پس‌اندازهای خود را به‌کلی از دست دادند. شهر هاله هم در امان نبود. تا سال ۱۹۲۱، تعداد کمی از مردم شهر می‌توانستند به یادگیری موسیقی در «هنرستان موسیقی برونو هایدریش» بپردازند. این معضل، به یک بحران مالی در خانواده هایدریش منجر شد.

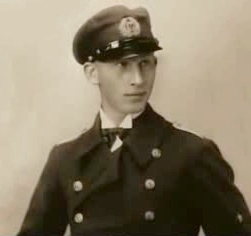
هایدریش دانشجوی افسری رایشس‌مارینه در سال ۱۹۲۲ میلادی

## دوران خدمت در نیروی دریایی
هایدریش در سال ۱۹۲۲ به نیروی دریایی آلمان (رایشس‌مارینه) پیوست و از امنیت شغلی، ساختار حرفه‌ای و حقوق بازنشستگی آن بهره‌مند شد. او در بندر کیل که پایگاه اصلی نیروی دریایی آلمان بود، دانشجوی افسری نیروی دریایی شد. در ۱ آوریل ۱۹۲۴، او به مقام ناوبان سوم ارشد ارتقاء یافت و برای آموزش افسری به «دانشکدهٔ نیروی دریایی مورویک» فرستاده شد. در سال ۱۹۲۶ او به درجه ناوبان دوم دست یافت و به عنوان افسر پیام‌رسان در کشتی جنگی اس‌ام‌اس شلسویگ-هولشتاین که ناو سرفرماندهی ناوگان دریای شمال آلمان بود، منصوب شد. با ترفیع درجه، او کم‌کم سری میان سرها درآورد. راینهارت ارزشیابی‌های خوبی از مافوق خود دریافت کرد و درگیری‌های زیادی با سایر خدمه نداشت. وی در ۱ ژوئیه ۱۹۲۸ به درجه «ناوبان یکم» رسید. این ارتقا رتبه، به جاه‌طلبی و تکبر او دامن زد.
راینهارت به خاطر روابط جنسی بی‌شمارش انگشت‌نما بود. دسامبر ۱۹۳۰ در یک جشن باشگاه روئینگ، با لینا فون اوستن آشنا شد. این دو با هم روابط عاشقانه‌ای را شروع کردند و کمی بعد، نامزدی خود را اعلام نمودند. لینا از مدت‌ها قبل، حامی حزب نازی بود. او در نخستین تجمع این حزب در سال ۱۹۲۹ شرکت کرده بود. در اوایل سال ۱۹۳۱، هایدریش به عهدشکنی و «رفتار ناشایست یک افسر و یک جنتلمن» متهم شد؛ چرا که برای ازدواج با لینا، نامزدی‌اش را با یک زن دیگر که شش ماه پیش از لینا، او را می‌شناخت، رها کرده بود. دریاسالار اریش ردر در ماه آوریل، هایدریش را از نیروی دریایی اخراج کرد. قرار شد او ۲۰۰ رایشمارک (معادل ۶۹۷ یورو در سال ۲۰۱۷) در ماه، به‌مدت دو سال آتی، دریافت کند. هایدریش در دسامبر ۱۹۳۱ با لینا ازدواج کرد.

## دوران خدمت در اس‌اس

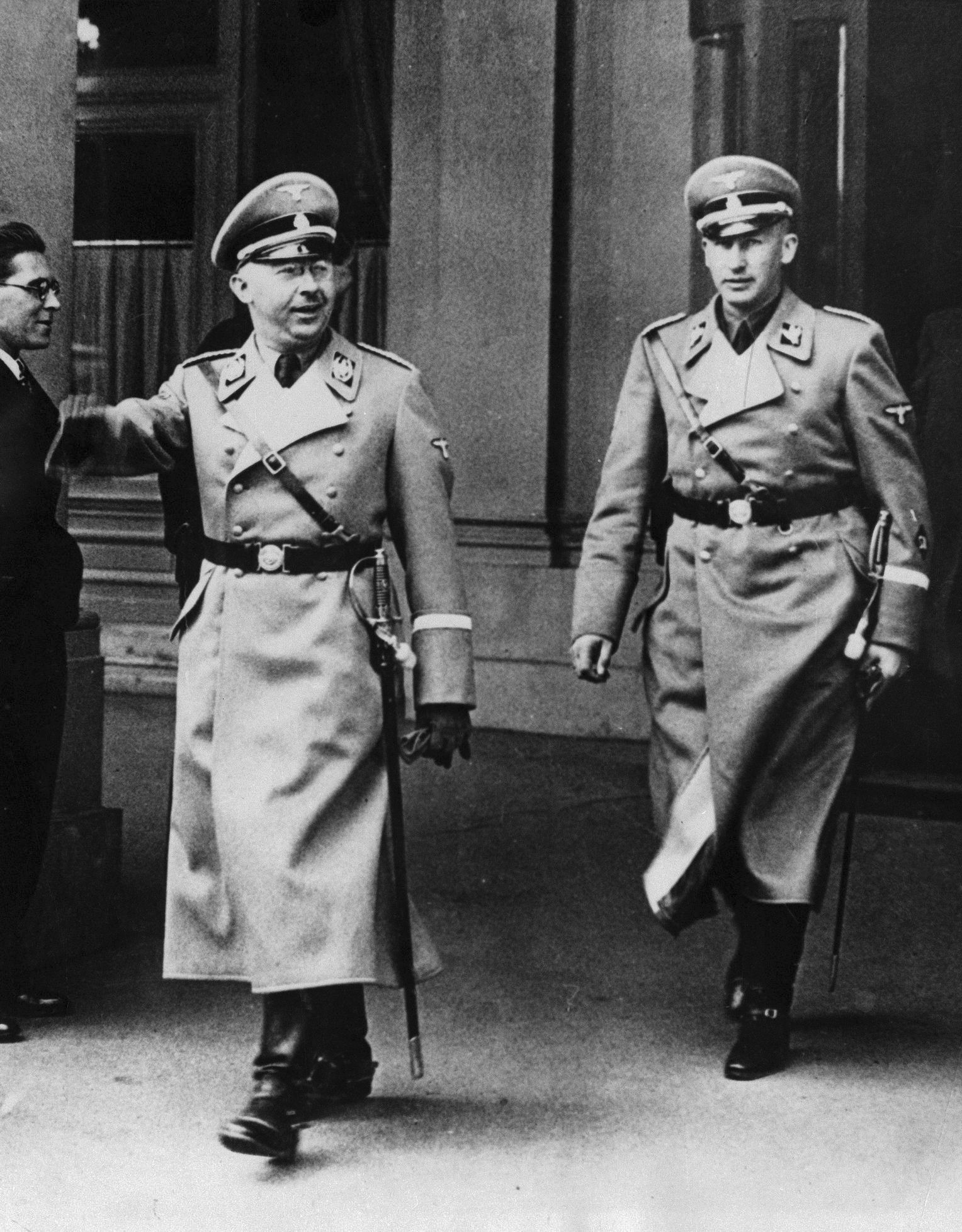
هایدریش در کنار هاینریش هیملر در وین (مارس ۱۹۳۸)

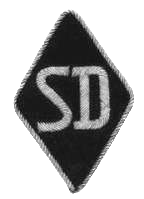
نماد اس‌دی که در بخش پائینی آستینِ چپ لباس اعضای آن دوخته می‌شد

در ۳۰ مه ۱۹۳۱، اخراج هایدریش از نیروی دریایی از نظر قانونی الزام‌آور شد و در روز ۳۱ مه یا در ۱ ژوئن او به حزب نازی در هامبورگ پیوست. شش هفته بعد نیز، در ۱۴ ژوئیه، او به اس‌اس پیوست. شماره حزب او ۵۴۴٬۹۱۶ و شماره اس‌اس او ۱۰٬۱۲۰ بود. کسانی که پس از رسیدن هیتلر به قدرت در ژانویه ۱۹۳۳، به حزب ملحق می‌شدند، از جانب «مبارزان قدیمی» (نخستین اعضای حزب) نورد، با این سوءظن و اتهام روبرو می‌گشتند که به‌دنبال پیشرفت‌های شغلی و نه تعهد واقعی به برنامه‌های نازی، به این حزب پیوسته‌اند. تاریخ ثبت‌نام هایدریش در سال ۱۹۳۱ به اندازه کافی قدیمی بود که سوءظن پیوستنِ او را تنها برای پیشبرد اهداف شغلی خود، برطرف کرد اما آنقدر قدیمی نبود که او را به عنوان یک «مبارز قدیمی» در نظر بگیرند.
سال ۱۹۳۱، هاینریش هیملر تصمیم گرفت یک بخش ضداطلاعات در اس‌اس راه‌اندازی کند. هیملر به توصیه همکارش کارل فون ابرشتاین که دوست لینا بود، موافقت کرد که با هایدریش مصاحبه کند اما قرار ملاقاتشان را در آخرین لحظه لغو کرد. لینا این پیام را نادیده گرفت؛ چمدان‌های هایدریش را بست و او را روانهٔ مونیخ کرد. ابرشتاین با هایدریش در ایستگاه راه‌آهن ملاقات کرد و او را به دیدار هیملر برد. هیملر از هایدریش خواست تا ایده‌های خود را برای توسعه یک سرویس اطلاعاتی در اس‌اس بیان کند و چنان تحت تأثیر افکار او قرار گرفت که بلافاصله هایدریش را استخدام کرد.
اگرچه حقوق اولیه ماهانه ۱۸۰ رایشمارک (معادل ۴۰ دلار آمریکا در آن زمان و ۶۲۸ یورو در سال ۲۰۱۷) ناکافی بود اما هایدریش تصمیم گرفت این شغل را بپذیرد؛ زیرا خانوادهٔ لینا از جنبش نازی‌ها حمایت می‌کردند و ماهیت شبه‌نظامی و انقلابی این شغل برای او جذابیت داشت. او در آغاز مجبور بود دفتر کار و ماشین تحریرش را با یکی از همکارانش به اشتراک بگذارد اما تا سال ۱۹۳۲، هایدریش ماهانه ۲۹۰ رایشمارک (معادل ۱٬۱۰۰ یورو در سال ۲۰۱۷) دریافت می‌کرد؛ حقوقی که هاینریش آن را «مکفی و رضایت‌بخش» توصیف کرد. با افزایش قدرت و نفوذ او در طول دهه ۱۹۳۰، ثروت او نیز به‌تناسب افزایش یافت. در سال ۱۹۳۵ حقوق پایه او ۸٬۴۰۰ رایشمارک (معادل ۳۵٬۸۱۷ یورو در سال ۲۰۱۷) بود و کمک هزینه‌ای بالغ بر ۱۲٬۰۰۰ رایشمارک (معادل ۵۱٬۱۶۷ یورو در سال ۲۰۱۷) دریافت می‌کرد. تا سال ۱۹۳۸ درآمد او به ۱۷٬۳۷۱ رایشمارک (معادل ۷۱٬۶۷۹ در سال ۲۰۱۷) در سال رسید. او بعدها بابت خدماتش به اس‌اس از هیملر حلقه افتخار اس‌اس را دریافت کرد.
هایدریش کار خود را در ۱ اوت ۱۹۳۱  به عنوان رئیس بخش جدید «سرویس ۱سی» (سرویس اطلاعاتی) آغاز کرد. او دفتر کاری را در «براون هاوس»، مقر حزب نازی در مونیخ، راه‌اندازی کرد. وی تا ماه اکتبر شبکه‌ای از جاسوس‌ها و خبرچین‌ها را ایجاد کرد که کارشان جمع‌آوری اطلاعات و به‌دست آوردن اطلاعاتی بود که می‌شد از آنها برای باج‌گیری و پیشبرد اهداف سیاسی استفاده کرد. اطلاعات شخصی هزاران نفر بر روی کارتکس‌های خاص ثبت و در «براون هاوس » بایگانی و نگهداری می‌شد. به مناسبت عروسی هایدریش در ماه دسامبر، هیملر او را به درجه اشتورم‌بان‌فورر (سرگردی) ارتقا داد.
در سال ۱۹۳۲، شایعاتی توسط دشمنان هایدریش مبنی بر یهودی بودنِ تبار او منتشر شد. ویلهلم کاناریس ادعا کرد که به رونوشت اسنادی دست یافته که تبار یهودی هایدریش را اثبات می‌کنند اما این رونوشت‌ها هرگز رو نشد. یک گائولایتر به نام رودلف جردن مدعی شد که هایدریش یک آریاییِ اصیل و خالص نیست. در رژیم نازی، چنین افترایی، حتی برای رئیس سرویس ضداطلاعات رایش، می‌توانست شوم و مخرب باشد. گرگور اشتراسر این اتهامات را به کارشناس نژادیِ حزب نازی آخیم گرکه ارجاع داد که در مورد شجره‌نامهٔ هایدریش تحقیق کند. گرکه گزارش داد که هایدریش «... اصالتاً آلمانی و عاری از هرگونه خون رنگی و یهودی» است. او تأکید کرد که این شایعات بی‌اساس است. با این حال، هایدریش به‌طور مخفیانه یکی از اعضای اس‌دی به‌نام ارنست هوفمان را جهت تحقیقات بیشتر و از بین بردن شایعات مأمور ساخت.

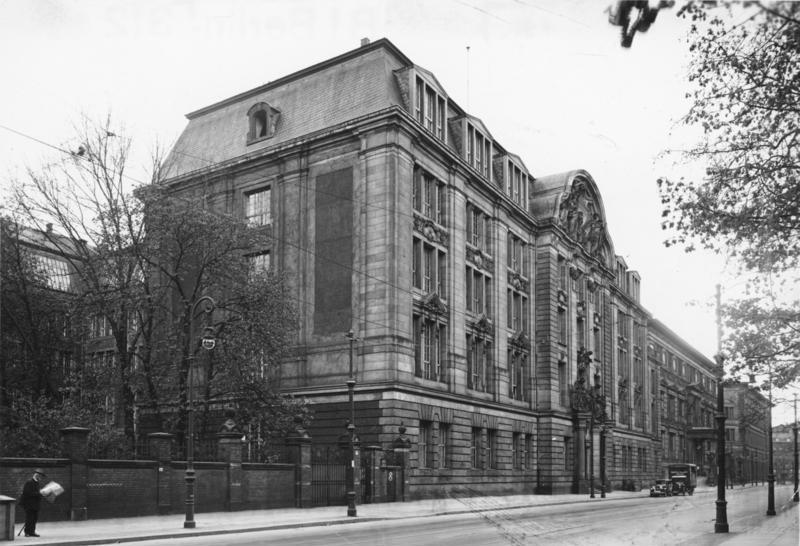
مقر مرکزی گشتاپو در خیابان نیدرکرشنر در برلین در سال ۱۹۳۳ میلادی

### گشتاپو و اس‌دی
هیملر در اواسط سال ۱۹۳۲، هایدریش را به ریاست اس‌دی، سرویس امنیتی تغییر نام یافته، منصوب کرد. سرویس ضداطلاعات هایدریش به یک ابزار مؤثر تهدید و ارعاب تبدیل شد. با تلاش هیتلر برای رسیدن به قدرت مطلق در آلمان، هیملر و هایدریش اراده کرده بودند تا نیروهای پلیس سیاسی تمام ۱۷ ایالت آلمان را تحت کنترل خود درآورند. آنها با ایالت بایرن شروع کردند. سال ۱۹۳۳، هایدریش تعدادی از افراد خود را در اس‌دی جمع‌آوری کرد و با هم به مقر پلیس در مونیخ هجوم بردند و با استفاده از تاکتیک‌های ارعاب و تهدید، سازمان آنها را به‌دست گرفتند. هیملر رئیس پلیس مونیخ و هایدریش فرمانده ادارهٔ چهارم آن، یعنی «پلیس سیاسی مونیخ» شد.
در سال ۱۹۳۳، هیتلر صدراعظم آلمان و از طریق تعدادی احکام اجرایی، پیشوا (رهبر و صدراعظم آلمان) شد. نخستین اردوگاه‌های کار اجباری آلمان نازی که در ابتدا برای اسکان مخالفان سیاسی در نظر گرفته شده بود، در اوایل سال ۱۹۳۳ ساخته شد. تا پایان همان سال، بیش از پنجاه اردوگاه دیگر نیز ساخته شد.
هرمان گورینگ گشتاپو را در سال ۱۹۳۳ به عنوان نیروی پلیس پروس بنیان نهاد. هنگامی که گورینگ در آوریل ۱۹۳۴ اختیارات کامل گشتاپو را به هیملر واگذار کرد، این نیرو بلافاصله تحت نظارت اس‌اس، به ابزاری برای ایجاد وحشت تبدیل گشت. هیملر در ۲۲ آوریل ۱۹۳۴، هایدریش را به ریاست گشتاپو منصوب کرد. در ۹ ژوئن ۱۹۳۴، رودلف هس به‌طور رسمی، اس‌دی را سرویس رسمی اطلاعات آلمان نازی نامید.

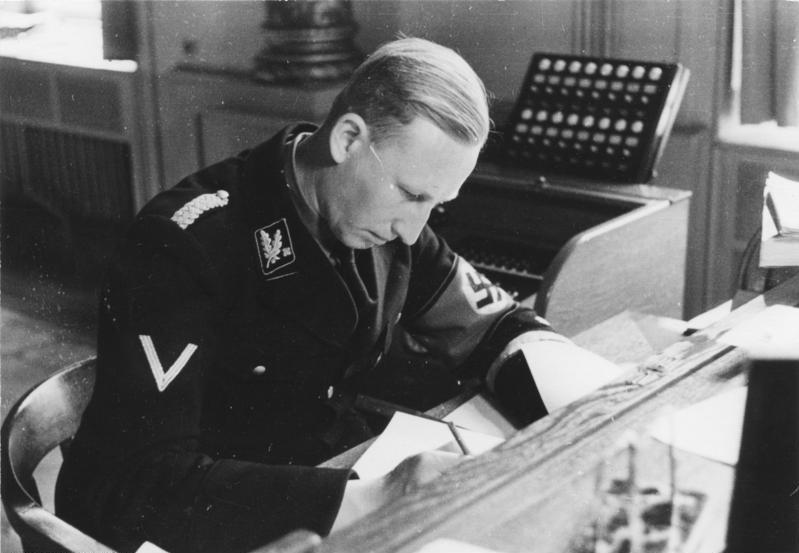
اس‌اس-بریگاده‌فورر هایدریش، رئیس پلیس ایالت باواریا و زیشرهایتس‌دینست در مونیخ، ۱۹۳۴

### در هم شکستن اس‌آ
از آوریل ۱۹۳۴ و به درخواست هیتلر، هایدریش و هیملر شروع به پرونده‌سازی برای ارنست روم، رهبر نیروهای اس‌آ، کردند تا او را به عنوان رقیب احتمالی رهبری حزب حذف کنند. در این زمان، اس‌اس هنوز بخشی از اس‌آ، سازمان شبه نظامی اولیهٔ نازی بود که اکنون بیش از ۳ میلیون نفر نیرو داشت. به دستور هیتلر، هایدریش، هیملر، گورینگ و ویکتور لوتسه فهرستی از کسانی که باید کشته می‌شدند، تهیه کردند که دربرگیرندهٔ هفت مقام ارشد اس‌آ و بسیاری از افسران دیگر بود. در ۳۰ ژوئن ۱۹۳۴ اس‌اس و گشتاپو دست به بازداشت‌های دسته‌جمعی هماهنگی زدند که به مدت دو روز ادامه داشت. روم بدون محاکمه به‌همراه برخی رهبران اس‌آ به‌ضرب گلوله کشته شد. این پاکسازی به شب دشنه‌های بلند معروف شد. در این عملیات در حدود ۲۰۰ نفر کشته شدند. لوتسه به عنوان رئیس جدید اس‌آ منصوب شد که به یک سازمان ورزشی و آموزشی مبدل گشت.
با برداشتن اس‌آ از سرِ راه، هایدریش گشتاپو را به یک ابزار ارعاب مبدل ساخت. او سیستم کارتکس ابداعی خود را بهبود بخشید و کارت‌هایی با کدهای رنگی مخصوص برای هر گروه از مخالفان و مجرمان ایجاد کرد. گشتاپو این اختیار را داشت که شهروندان را به ظن ارتکاب جرم دستگیر کند و تعریف جرم، تنها به تشخیص و نظرِ آنها بود. قانون گشتاپو که در سال ۱۹۳۶ به تصویب رسید،  این حق را به آنان داد تا به‌طور فراقانونی عمل کنند. این موضوع منجر به استفاده گسترده از «حبس به‌منظور حفاظت از متهم» شد — «حضانت حفاظتی» حسن تعبیری برای اختیار زندانی کردن مردم بدون رسیدگی قضایی و تشکیل دادگاه عادلانه گردید. دادگاه‌های عمومی اجازه تفحص یا دخالت نداشتند. عملکرد گشتاپو تا جایی که خواست و ارادهٔ پیشوا را جاری می‌ساخت، قانونی بود. مردم خودسرانه دستگیر و روانهٔ اردوگاه‌های کار اجباری شده یا کشته شدند.

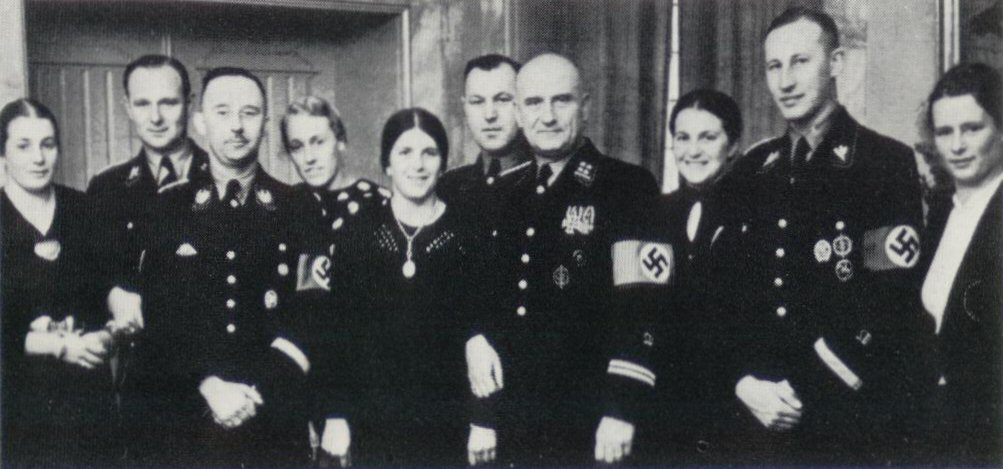
هایدریش و سایر افسران اس‌اس به‌همراه همسرانشان در سال ۱۹۳۷

اندک‌اندک هیملر ترویج مفهوم «دین آلمانی» را آغاز نمود و از اعضای اس‌اس خواست تا کلیسا را ترک کنند. در اوایل سال ۱۹۳۶، هایدریش کلیسای کاتولیک را به نفع جنبش «گات‌گلابیش» (معنای تحت‌اللفظی: «ایمان به خدا») کنار گذاشت. همسرش، لینا، یک سال پیش این کار را انجام داده بود. هایدریش نه تنها احساس می‌کرد که دیگر نمی‌تواند یک عضو معتقد کلیسا باشد، بلکه قدرت سیاسی و نفوذ کلیسا را خطری برای حکومت تلقی می‌کرد.

### تحکیم نیروهای پلیس
پس از انتصاب هیملر توسط هیتلر به عنوان رئیس پلیس آلمان در ۱۷ ژوئن ۱۹۳۶، تمام نیروهای پلیس در سراسر آلمان متحد شدند. با این انتصاب توسط هیتلر، هیملر و معاونش هایدریش، به دو تن از قدرتمندترین افراد در اداره امور داخلی آلمان تبدیل شدند.
هیملر بلافاصله پلیس را به دو گروه مجزا سازماندهی کرد: اوردنونگس‌پولیتسای (پلیس نظم؛ Orpo)، متشکل از پلیس ملی و پلیس شهری و زیشرهایتس‌پولیتسای (پلیس امنیت؛ SiPo)، متشکل از گهایمه‌اشتاتس‌پولیتسای (پلیس مخفی کشور یا گشتاپو) و کریمینال‌پولیتسای (پلیس جنایی؛ Kripo). در آن مقطعِ زمانی، هایدریش رئیس پلیس امنیت و اس‌دی بود. هاینریش مولر هم رئیس عملیات‌های گشتاپو بود.
مدتی بعد، هایدریش مأموریت یافت تا به سازماندهی بازی‌های المپیک تابستانی ۱۹۳۶ در برلین کمک کند. از این بازی‌ها برای ترویج اهداف تبلیغاتی حاکمیت آلمان استفاده می‌شد. سفیران حسن‌نیت به کشورهایی که قصد تحریم داشتند، فرستاده شدند. خشونت ضدیهودی در این مدت ممنوع شد و دکه‌های روزنامه‌فروشی موظف بودند از نمایش نسخه‌های روزنامهٔ ضد یهودی اشتورمر خودداری کنند. هایدریش به‌خاطر نقشی که در موفقیت بازی‌های المپیک داشت، نشان درجهٔ یک بازی‌های المپیک آلمان را دریافت کرد.

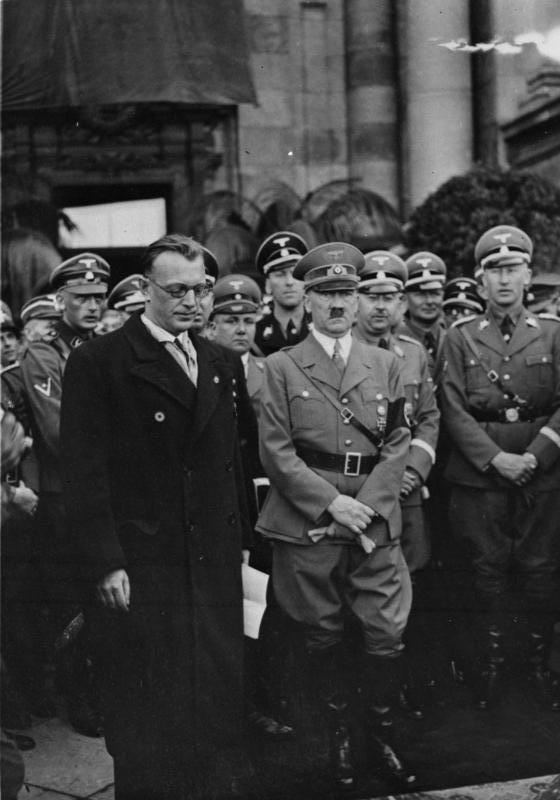
آرتور زایس-اینکوارت، آدولف هیتلر، هاینریش هیملر و راینهارت هایدریش در وین، مارس ۱۹۳۸ میلادی

هایدریش در ژانویه ۱۹۳۷ به مأموران اس‌دی دستور داد تا مخفیانه به جمع‌آوری و تجزیه‌وتحلیلِ افکار عمومی بپردازند و یافته‌های خود را گزارش کنند. سپس گشتاپو را به بازرسی، دستگیری و بازجویی مردم واداشت تا در واقع بر افکار عمومی تسلط داشته باشد. ماه فوریه سال ۱۹۳۸ هنگامی که کورت شوشنیگ، صدراعظم اتریش در برابر پیشنهاد هیتلر برای ادغام اتریش با آلمان مقاومت کرد، هایدریش با سازماندهی تظاهرات نازی‌ها و دادن شعارهایی در وین با تأکید بر خون مشترک آلمانی در دو کشور، فشار بر اتریش را تشدید کرد. سرانجام طی آنشلوس در ۱۲ مارس، هیتلر اتحاد اتریش با آلمان را اعلام کرد.
در اواسط سال ۱۹۳۹، هایدریش بنیاد اشتیفتونگ نوردهاف را برای به‌دست آوردن املاک و مستغلات برای پلیس امنیت و اس‌اس ایجاد کرد تا از آنها به عنوان مهمان‌خانه و مکان‌های تفریحی و تعطیلات استفاده شود. ویلای وانزه که بنیاد اشتیفتونگ نوردهاف آن را در نوامبر ۱۹۴۰ در اختیار گرفت، محل برگزاری کنفرانس وانزه (۲۰ ژانویه ۱۹۴۲) شد. سخنران اصلی این کنفرانس، هایدریش بود که با حمایت‌های آدولف آیشمن صورت پذیرفت. در کنفرانس وانزه، مقامات ارشد نازی برنامه‌هایی را برای اخراج و نابودی تمامی یهودیان در سرزمین‌های تحت اشغال آلمان و کشورهایی که هنوز تسخیر نشده بودند، به‌طور رسمی ارائه کردند. قرار بود هماهنگ‌سازی این اقدام‌ها توسط نمایندگان سازمان‌های دولتی نازی حاضر در جلسه انجام شود.
در ۲۷ سپتامبر ۱۹۳۹، اس‌دی و پلیس امنیت — متشکل از گشتاپو و پلیس جنایی یا کریپو — ادغام شدند و اداره اصلی امنیت رایش را به‌وجود آوردند که تحت اختیار و فرمان هایدریش قرار گرفت. عنوانِ «رئیس پلیس امنیت و ای‌دی» در ۱ اکتبر به هایدریش اعطا شد. هایدریش در ۲۴ اوت ۱۹۴۰ رئیس «کمیسیون پلیس جنایی بین‌المللی» شد (که بعداً به نام اینترپل شناخته شد) و مقر اصلی آن به برلین منتقل گردید. او در ۲۴ سپتامبر ۱۹۴۱ به درجهٔ اس‌اس-اوبرگروپن‌فورر و «رئیس کل پلیس» ارتقا یافت.

### پاکسازی ارتش سرخ
در سال ۱۹۳۶، هایدریش متوجه شد یکی از افسران عالی‌رتبه شوروی در حال طرح‌ریزی جهت سرنگونی ژوزف استالین، رهبر شوروی است. هایدریش احساس کرد فرصتی دست داده تا به ارتش شوروی و دریاسالار ویلهلم کاناریس رئیسِ آبْـوِر ضربه بزند؛ در نتیجه تصمیم گرفت که این افسر شوروی باید «لو برود.» او موضوع را با هیملر در میان گذاشت و هر دو به‌نوبه خود آن را با هیتلر مطرح کردند. هیتلر طرح هایدریش را برای اقدام فوری تأیید کرد اما «اطلاعاتی» که هایدریش دریافت کرده بود، در واقع اطلاعات نادرستی بود که توسط خود استالین طرح‌ریزی شده بود تا به پاکسازی برنامه‌ریزی‌شدهٔ خود در فرماندهی عالی ارتش سرخ مشروعیت ببخشد. استالین به یکی از بهترین مأموران خود در کمیساریای خلق در امور داخلی (ان‌کاوه‌ده)، ژنرال نیکلای اسکوبلین، دستور داد که اطلاعات نادرستی به هایدریش بدهد که نشان می‌داد مارشال میخائیل توخاچفسکی و ژنرال‌های دیگری در شوروی در حال توطئه علیه استالین هستند.
مأموران اس‌دی هایدریش، اسناد و نامه‌هایی را جعل کردند که نشان می‌داد توخاچفسکی و دیگر فرماندهان ارتش سرخ در توطئه دست دارند. این اسناد جعلی به ان‌کاوه‌ده تحویل داده شد و پس از آن بود که به دستور استالین، پاکسازی بزرگ ارتش سرخ آغاز شد. در حالی که هایدریش تصور می‌کرد او و مامورانش با موفقیت، استالین را فریب داده‌ و به اعدام یا اخراج ۳۵٬۰۰۰ تن از افسران زبدهٔ خود وادار نموده‌اند، اهمیتِ واقعیِ نقش هایدریش در این واقعه، تنها یک حدس و گمان است؛ چرا که دادستان‌های نظامی شوروی در محاکمه مخفیانه خود، از اسناد جعلی اس‌دی علیه ژنرال‌های ارتش سرخ استفاده نکردند؛ بلکه به اخذ اعترافات اجباری دروغین با ارعاب یا ضرب‌وشتم متهمان متوسل شدند.

### فرمان شب و مه

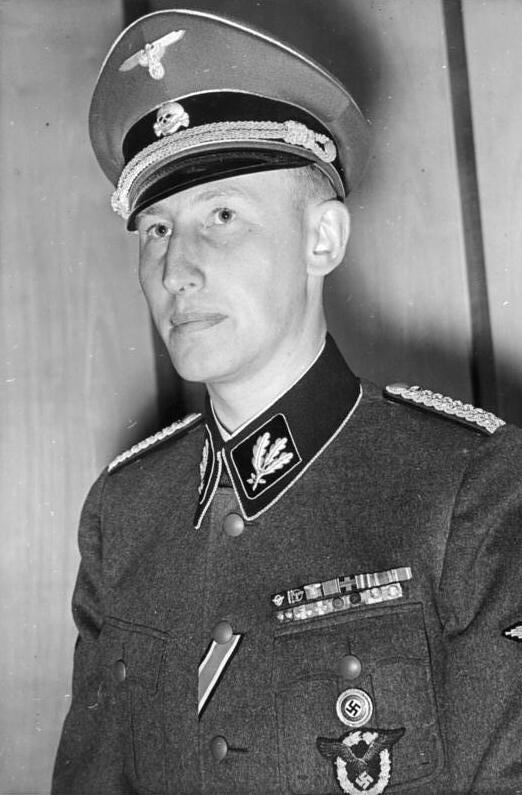
هایدریش در سال ۱۹۴۰

در اواخر سال ۱۹۴۰، ارتش آلمان بخش بزرگی از اروپای غربی را اشغال کرده بود. سال بعد، مسئولیت اجرای فرمان شب و مه به عهدهٔ نیروهای اس‌دی هایدریش گذاشته شد. بر اساس این فرمان، «افرادی که امنیت آلمان را به خطر می‌اندازند» باید به شیوه‌ای به‌شدت محتاطانه، «در پوشش تاریکی شب و مه» دستگیر شوند. این افراد بدون هیچ رد و نشانی ناپدید شدند و دیگر هیچ‌کس از محل نگهداری یا سرنوشت آنها خبری پیدا نکرد. برای هر زندانی، اس‌دی باید پرسشنامه‌ای را پُر می‌کرد که اطلاعات شخصی، کشور مبدأ و جزئیات اقدامات آنها علیه رایش را مشخص می‌ساخت. این پرسشنامه در یک پاکت با مهرومومِ «شب و مه» قرار داده شد و به مقر مرکزی اداره اصلی امنیت رایش ارسال گردید. در «پرونده زندانیان مرکزی» در اداره اصلی اقتصادی و اجرایی اس‌اس مانند بسیاری از پرونده‌های اردوگاه، به این زندانیان یک کد ویژهٔ «زندانی مخفی» اختصاص داده شد؛ برخلاف کدهای آشکاری همچون «اسرای جنگی»، «جنایتکار»، «یهودی»، «کولی» و غیره. فرمان شب و مه حتی پس از مرگ هایدریش به قوت خود باقی ماند. تعداد دقیق افرادی که در نتیجهٔ این فرمان ناپدید شدند، هرگز به‌طور روشن مشخص نشد اما تخمین زده می‌شود که حدود ۷۰۰۰ نفر بودند.

### سیاست‌های ضد لهستانی
هایدریش واحد «دفتر مرکزی ۲پی لهستان» را در گشتاپو به‌منظور هماهنگ‌سازی پاکسازی قومی لهستانی‌ها در عملیات تاننبرگ و اینتلیگنتساکتسیون ایجاد کرد. این دو عملیات، دو نام رمز برای کلیهٔ عملیات نابودی مردم لهستان در طول اشغال لهستان توسط آلمان بود. در میان ۱۰۰٬۰۰۰ نفری که در جریان عملیات اینتلیگنتساکتسیون در سال‌های ۱۹۳۹ تا ۱۹۴۰ کشته شدند، تقریباً ۶۱٬۰۰۰ نفر از روشنفکران لهستان بودند: دانشگاهیان و دانشمندان، روحانیون، افسران سابق و دیگرانی که آلمانی‌ها، نامشان را به عنوان اهداف سیاسی، پیش از آغاز جنگ در سپتامبر ۱۹۳۹ در کتاب پیگرد ویژه لهستان گردآوری کرده بودند.

### آینزاتس‌گروپن

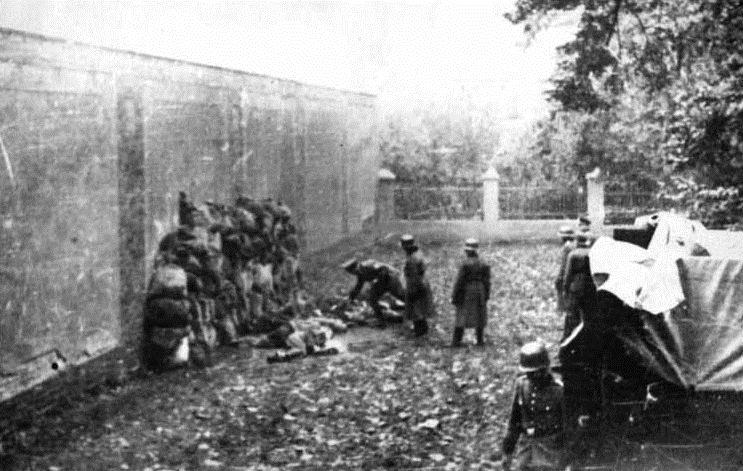
کشتار دست‌جمعی لهستانی‌ها توسط جوخه‌های سیار آینزاتس‌کماندو در اکتبر ۱۹۳۹

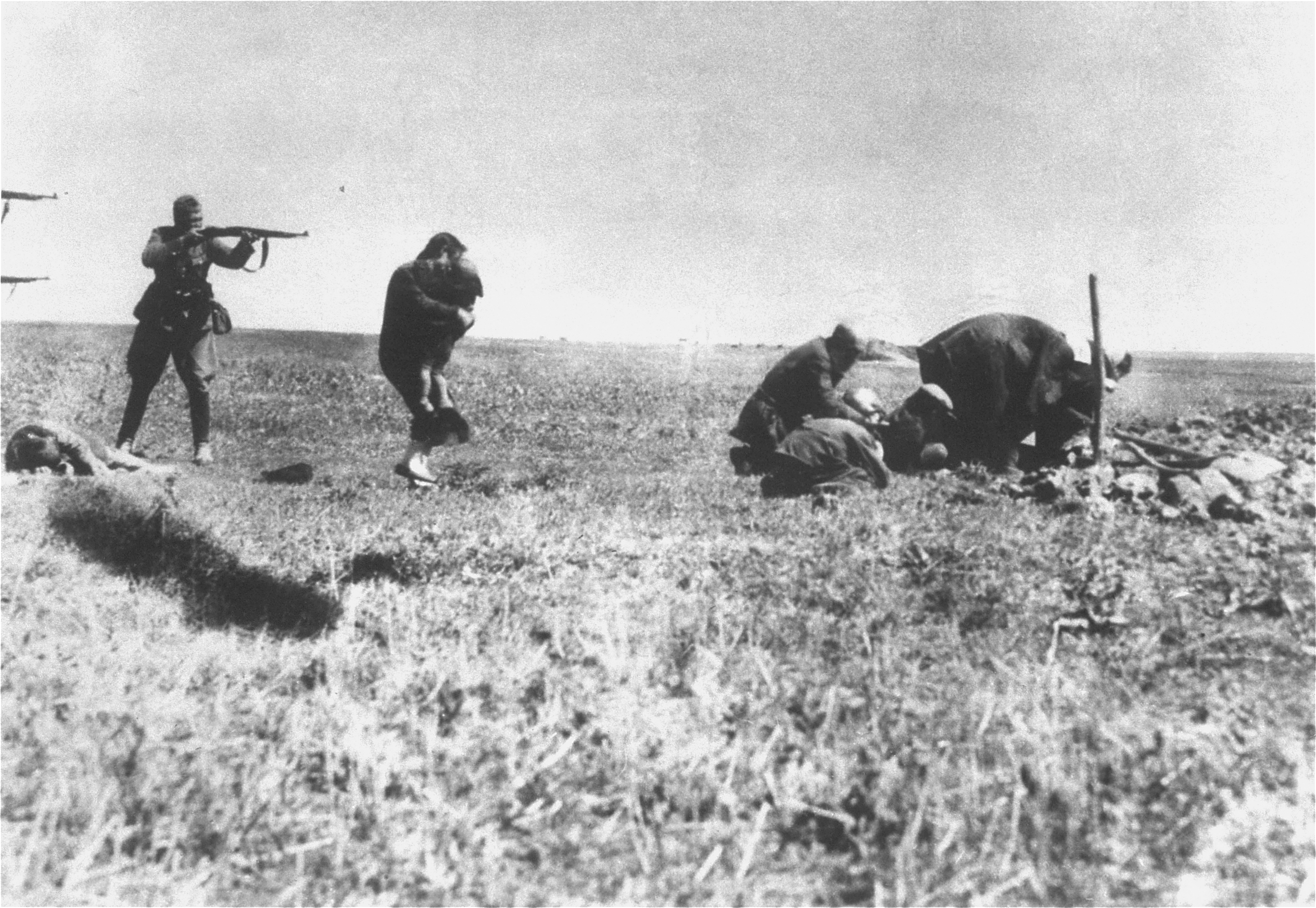
کشتار یهودیان روستای ایوانهورود در اوکراین توسط آینزاتس‌گروپن. در این عکس یکی از اعضای این گروه با تفنگ و از فاصله‌ای نزدیک به پشت گردن زنی شلیک می‌کند، در حالی که زن سعی دارد با پشت‌کردن به جوخه، کودکِ در آغوشش را از اصابت گلوله محافظت کند. (۱۹۴۲)

تشکیل آینزاتس‌گروپن ماهیتی ایدئولوژیک و نژادی داشت و نخستین گام در نابودی یهودیان اروپا بود. آینزاتس‌گروپن به دستور راینهارت هایدریش در ماه ژوئیه ۱۹۳۹ در جریان نبرد لهستان تشکیل شد و کارش را با قتل‌عام خواص لهستانی با تمرکز بر یهودیان که دشمنانی بالقوه محسوب می‌شدند، آغاز کرد. از سپتامبر ۱۹۳۹ تا بهار ۱۹۴۰ این جوخه‌های مرگ ۵۰٬۰۰۰ تا ۶۰٬۰۰۰ نفر را طی آنچه که «نخستین گام هولوکاست در لهستان» به نظر می‌رسید، اعدام کردند.
با این که نیروهای مسلح آلمان (ورماخت) نیز عملیات انتقام‌جویانهٔ «وحشیانه‌ای» در پاسخ به تک‌تیراندازهای عمدتاً خیالی دشمن انجام می‌دادند، آینزاتس‌گروپن با طرح و نقشهٔ قبلی، اقداماتی علیه افراد انجام می‌داد که دشمن فعلی یا بالقوه‌ علیه اشغالگری آلمان در آینده محسوب می‌شدند. هایدریش گفت: «ما قصد داریم از مردم عادی محافظت کنیم، اما اشراف، روحانیون و یهودیان باید سرکوب شوند.»  از تجربیات به‌دست آمده از کارهای این جوخه‌های مرگ در لهستان در زمینهٔ سازماندهی عملیات و اقدامات آینزاتس‌گروپن در جریان حمله به شوروی استفاده شد، به‌خصوص آنکه قصد داشتند از هرگونه تنش با ورماخت جلوگیری کنند؛ چرا که برخی افسران ورماخت به اقدامات وحشیانه و خشن اس‌اس در لهستان معترض بودند. در نتیجه، وظایف و مکان‌های عملیاتی آینزاتس‌گروپن در شوروی و نحوهٔ همکاری آنان با ورماخت، از طریق مشاوره با عالی‌رتبه‌ترین مقامات ارتش تعیین می‌شد.
به‌دنبال دستور کتبی هایدریش در ۲۱ سپتامبر ۱۹۳۹ میلادی، جمع‌آوری یهودیان در گتوها از اواخر ماه سپتامبر در شهرهای متصل به خطِ راه‌آهن آغاز گردید و سپس یودنرات (شورای یهودیان) تشکیل شد تا «اقدامات آتی تسهیل شود.» در ماه‌های نوامبر و دسامبر ۱۹۳۹ میلادی، ۸۷٬۰۰۰ یهودی و لهستانی از بخش‌های ضمیمه‌شده به خاک آلمان نازی، به دولت عمومی تبعید شدند که البته با درگیری‌های بی‌وقفه‌ای با فرماندار آن هانس فرانک همراه بود. ماه دسامبر هایدریش، آدولف آیشمن را به ریاست دایرهٔ چهارم بی۴ در گشتاپو منصوب کرد که بعدها به ادارهٔ چهارم امنیت رایش تبدیل شد تا بدین ترتیب از یک «متخصص» در زمینهٔ مسئله یهود استفاده شود.

### فرماندار رایش در بوهم و موراویا

هایدریش (چپ) در کنار کارل هرمان فرانک در قلعه پراگ در سال ۱۹۴۱ میلادی

در ۲۷ سپتامبر ۱۹۴۱، هایدریش به عنوان معاون فرماندار رایش در بوهم و موراویا (بخشی از چکسلواکی که در ۱۵ مارس ۱۹۳۹ به رایش ملحق شد) منصوب شد و کنترل آن قلمرو را به عهده گرفت. فرماندار بوهم و موراویا، کنستانتین فون نویرات، رئیس آن قلمرو باقی ماند اما به مرخصی فرستاده شد؛ زیرا هیتلر، هیملر و هایدریش احساس می‌کردند که «رویکرد نرم» او نسبت به مردم چک، احساسات ضد آلمانی را ترویج داده و مقاومت ضد آلمانی را از طریق اعتصابات و خرابکاری رواج داده‌است. هایدریش پس از انتصاب به دستیاران خود گفت: «ما کِرم‌های موذی چک را آلمانی خواهیم کرد.»
هایدریش به‌منظورِ اعمال و تقویت سیاست‌ها، مبارزه با نیروهای مقاومت علیه رژیم نازی و حفظ تولید وسایط موتوری و تسلیحات چک که «بسیار برای تلاش‌های جنگی آلمان مهم بود»، به پراگ آمد. او این منطقه را به‌چشمِ سنگر و خاکریز آلمان می‌نگرید و «خنجر زدنِ از پشت» نیروهای مقاومت چک را محکوم کرد. هایدریش برای تحقق اهداف خود خواستار طبقه‌بندی نژادی کسانی بود که می‌توانستند یا نمی‌توانستند آلمانی‌سازی شوند. او توضیح داد: «تبدیل کردن این زباله‌های چک به آلمانی‌ها، مستلزم پذیرش روش‌های مبتنی بر تفکر نژادپرستانه است.»
هایدریش حکومت خود را با ایجاد رعب و وحشت در مردم آغاز کرد: او حکومت نظامی اعلام کرد و ۱۴۲ نفر ظرف پنج روز پس از ورود او به پراگ، اعدام شدند. نام آنها بر روی پوسترها در سراسر کشور اشغال‌شده ظاهر شد. اکثر آنها اعضای گروه مقاومت بودند که قبلاً اسیر شده و در انتظار محاکمه بودند.
بر اساس برآوردهای هایدریش، بین ۴٬۰۰۰ تا ۵٬۰۰۰ نفر دستگیر شدند و بین ۴۰۰ تا ۵۰۰ نفر تا فوریه ۱۹۴۲ اعدام شدند. آنهایی که اعدام نشدند، به اردوگاه کار اجباری ماوتهاوزن فرستاده شدند؛ از این اردوگاه تنها ۴ درصد از اسرای چک جان سالم به در بردند. آلوییس الیاس نخست‌وزیر دولت دست‌نشانده در مناطق اشغالی در میان کسانی بود که روز اول دستگیر شدند. او در برلین محاکمه و به اعدام محکوم شد اما به عنوان گروگان زنده نگه داشته شد. او را بعداً به تلافیِ قتل هایدریش اعدام کردند.
حملات متعدد علیه سازمان‌های فرهنگی و میهنی چک، ارتش و روشنفکران آن کشور در مارس ۱۹۴۲، سبب فلج شدنِ نیروهای مقاومت چک مستقر در لندن گشت. تقریباً تمام راه‌هایی که چک‌ها می‌توانستند فرهنگ کشورشان را به‌نحوی در انظار عمومی نشان دهند، بسته شد. اگرچه واحدهای سازمانی کوچک و ناهماهنگی از «فرماندهی مرکزی مقاومت داخلی» جان سالم به در بردند اما فقط نیروهای مقاومت کمونیستی توانستند به شیوه‌ای هماهنگ عمل کنند (اگرچه بسیاری از اعضای این گروه نیز دستگیر شدند). ارعاب و وحشت همچنان برای فلج کردن مقاومت در جامعه، با انتقام‌جویی عمومی و گسترده نازی‌ها علیه هر اقدامی در برابر حکومت آلمان، صورت می‌پذیرفت. سیاست‌های وحشیانه هایدریش باعث شد به او لقب «قصاب پراگ» بدهند. چک‌ها از این انتقام‌جویی وحشیانه به عنوان «هایدریشیادا» یاد می‌کنند.
هایدریش به‌عنوان فرماندار رایش در بوهمیا و موراویا از روش‌های هویج و چماق در این قلمرو استفاده می‌کرد. کارها بر اساس نظام جبهه کارگری آلمانی سازماندهی مجدد شد. هایدریش از تجهیزات مصادره‌شده از «سازمان ژیمناستیک چک» (سوکول) برای سازماندهی رویدادهایی برای کارگران استفاده کرد. جیره غذایی و کفش رایگان توزیع شد؛ حقوق بازنشستگی افزایش یافت و (برای مدتی کوتاه) «شنبه‌های رایگان» معرفی شد. برای نخستین بار بیمه بیکاری بنا نهاده شد و بازار سیاه از بین رفت. اعضای جنبش مقاومت یا افراد مرتبط با آن هم شکنجه یا اعدام شدند. هایدریش آنها را «جنایتکاران اقتصادی» و «دشمنان مردم» نامید که به جلب حمایت او منجر شد. شرایط در پراگ و بقیه سرزمین‌های چک در دوران هایدریش نسبتاً آرام بود و تولید صنعتی افزایش یافت. با این حال، این اقدامات نتوانست کمبودها و افزایش تورم را پنهان کند. گزارش‌های نارضایتی فزاینده، چند برابر شده بود.
علیرغم نمایش عمومی حسن نیت نسبت به مردم، هایدریش در خصوص هدف نهایی خود کاملاً واضح بود: «کل این منطقه روزی قطعاً آلمانی خواهد شد و چک‌ها نباید هیچ چشمداشتی در اینجا داشته باشند.» در نهایت تا دو سوم جمعیت یا به مناطقی از روسیه منتقل شدند یا پس از پیروزی آلمان نازی در جنگ نابود شدند. بوهمیا و موراویا مستقیماً به رایش آلمان الحاق شدند.
کارگران چک به عنوان نیروی کار اجباری برای نازی‌ها، مورد استثمار قرار گرفتند. بیش از ۱۰۰٬۰۰۰ کارگر از مشاغل «نامناسب» برکنار و توسط وزارت کار روانهٔ انجام کارهای اجباری شدند. تا دسامبر ۱۹۴۱، چک‌ها می‌توانستند برای کار در هر نقطه از رایش فراخوانده شوند. بین آوریل و نوامبر ۱۹۴۲ میلادی، ۷۹٬۰۰۰ کارگر چک به این روش برای کار به آلمان نازی ارسال شدند. همچنین در فوریه ۱۹۴۲، روز کاری، از هشت ساعت به دوازده ساعت افزایش یافت.
هایدریش، از هر منظر و مقصود، دیکتاتور نظامی بوهمیا و موراویا بود. تغییرات او در ساختار دولت، عملاً رئیس‌جمهور امیل هاخا و کابینه او را ناتوان کرد. هایدریش اغلب به‌تنهایی در خودرویی با سقف باز رانندگی می‌کرد که نمایشی از اعتماد او به نیروهای اشغالگر و کارآمدی دولتش بود.
تا پیش از ۳ اکتبر ۱۹۴۱، اطلاعات نظامی چکسلواکی در لندن، تصمیم خود را برای به‌قتل رساندن هایدریش گرفته بود.

## نقش در هولوکاست
برخی مورخان همچون گیتا سرنی، ریچارد جی. ایوانز و روبرت گروارت هایدریش را مخوف‌ترین عضو نخبهٔ نازی می‌دانند. هیتلر او را «مردی با قلب آهنین» نامید. او یکی از معماران اصلی هولوکاست در سال‌های اولیه جنگ بود و تنها به هیتلر، گورینگ و هیملر در تمامی امور مربوط به تبعید، زندان و نابودی یهودیان پاسخ می‌داد و فقط از آنها دستور می‌گرفت.
هایدریش یکی از سازمان‌دهندگان شب بلورین بود؛ یک پوگروم علیه یهودیان در سراسر آلمان در شب‌های ۹ و ۱۰ نوامبر ۱۹۳۸ میلادی. هایدریش در آن شب تلگرافی را به دفاتر مختلف اس‌دی و گشتاپو ارسال کرد و به هماهنگ‌‌سازی پوگروم میان اس‌اس، اس‌دی، گشتاپو، پلیس یونیفرم‌پوش (اورپو)، اس‌آ، مقامات حزب نازی و حتی ادارات آتش‌نشانی کمک کرد. هایدریش در تلگراف، اجازهٔ به‌آتش کشیدن و تخریب مشاغل و کنیسه‌های یهودیان را صادر کرد و دستور داد تمام «مدارک بایگانی‌شده» مراکز و کنیسه‌های یهودیان مصادره شود. در تلگراف دستور داده شده بود که «به میزان ظرفیت موجود در بازداشتگاه‌ها، باید یهودیان — به ویژه یهودیان ثروتمند — در تمام مناطق دستگیر شوند… بلافاصله پس از دستگیری‌ها، باید با اردوگاه‌های کار اجباری مناسب تماس گرفته شود تا این زندانیان در اسرع وقت در اردوگاه‌ها مستقر شوند.» بیست هزار یهودی در روزهای پس از دستگیری به اردوگاه‌های کار اجباری فرستاده شدند. مورخان شب بلورین را آغاز هولوکاست می‌دانند.
هنگامی که هیتلر در سال ۱۹۳۹ دنبال بهانه‌ای برای حمله به لهستان بود، هیملر، هایدریش و هاینریش مولر یک پروژهٔ پرچم دروغین را طراحی کردند که با نام رمز عملیات هیملر شناخته می‌شد. مطابق این نقشه، می‌بایست یک حمله ساختگی به ایستگاه رادیویی آلمان در گلیویتسه در ۳۱ اوت ۱۹۳۹ از سوی لهستانی‌ها انجام شود. هایدریش نقشه را طراحی کرد و از مکان حمله که حدود ۶ کیلومتر با مرز لهستان فاصله داشت، بازدید کرد. ۱۵۰ سرباز آلمانی با پوشیدن یونیفورم‌های لهستانی چندین حمله در طول مرز انجام دادند. هیتلر از این حیله، به عنوان بهانه جنگ برای آغاز تهاجم خود به لهستان استفاده کرد.

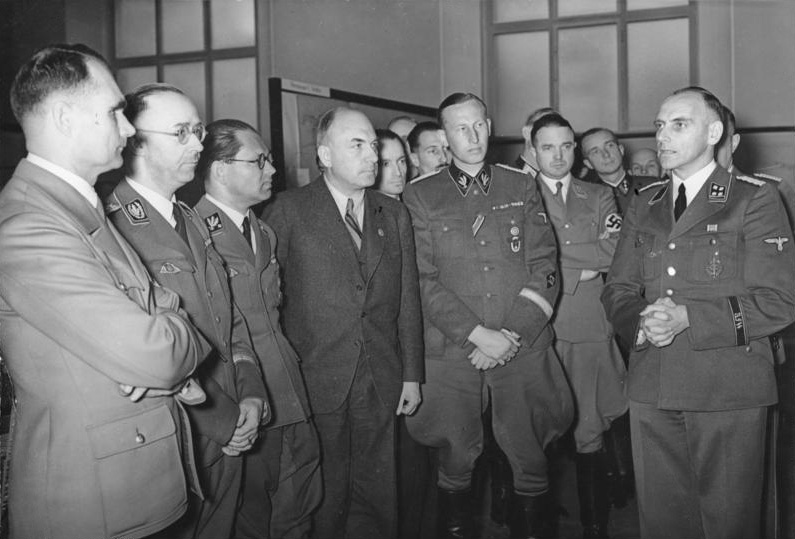
رودلف هس، هیملر، و هاینریش در حال گوش دادن به صحبت‌های کنراد مایر در یک نمایشگاه برای طرح جامع برای شرق، ۲۰ مارس ۱۹۴۱ میلادی

به دستور هیملر، هایدریش آینزاتس‌گروپن (نیروهای ضربت) را تشکیل داد تا با آغاز جنگ جهانی دوم، به دنبال نیروی زمینی آلمان حرکت کنند. در ۲۱ سپتامبر ۱۹۳۹، هایدریش پیامی از طریق تله‌پرینتر دربارهٔ «مسئله یهودیان در سرزمین اشغالی» به روسای تمام نیروهای ضربتِ آینزاتس‌گروپن ارسال کرد و دستورهایی برای جمع‌آوری یهودیان جهت اسکان در گتوهای نازی فرستاد و خواستار تشکیل یودن‌رات (شوراهای یهودی) شد. وی همچنین فرمان سرشماری و ترویج طرح‌های آریایی‌سازی مشاغل و مزارعِ متعلق به یهودیان و انجام اقدامات مقتضی دیگر را نیز صادر کرد. واحدهای آینزاتس‌گروپن ارتش نازی را در لهستان همراهی و تعقیب کردند تا این نقشه‌ها و دستورها را عملی سازند. بعدها، در اتحاد جماهیر شوروی، آنها به جمع‌آوری و قتل یهودیان از طریق جوخه تیرباران و وانت‌های گاز متهم شدند. بنا به تخمین رائول هیلبرگ، تاریخ‌نگار و کارشناس سیاسی، مابین سال‌های ۱۹۴۱ تا ۱۹۴۵ میلادی، آینزاتس‌گروپن و نیروهای کمکی وابسته، بیش از دو میلیون نفر از جمله ۱٫۳ میلیون یهودی را به قتل رساندند. در عین حال، هایدریش ترتیب ویژه‌ای داد تا برخی ورزشکاران خاص مانند «پاول زومر»، شمشیرباز قهرمان یهودی-آلمانی که وی را از دوران پیش از اس‌اس می‌شناخت و همچنین تیم شمشیربازی المپیک لهستان که در بازی‌های المپیک تابستانی ۱۹۳۶ شرکت کرده بودند، در امان باشند.
هایدریش در ۲۹ نوامبر ۱۹۳۹، تلگرامی دربارهٔ «تخلیه استان‌های جدید شرقی» منتشر کرد که جزئیات تبعید مردم از طریق راه‌آهن به اردوگاه‌های کار اجباری را شرح می‌داد و همچنین راهکارهایی دربارهٔ سرشماری دسامبر ۱۹۳۹ ارائه می‌کرد که مبنایی برای این تبعیدها بود. در ماه مه ۱۹۴۱ هایدریش با همکاری ارتشبد ادوارد واگنر که رئیس سررشته‌داری و خرید ارتش بود، مقرراتی را برای تهاجم آتی به اتحاد جماهیر شوروی تنظیم کردند که تضمینی برای ادامهٔ همکاری آینزاتس‌گروپن و نیروی زمینی آلمان جهت کشتار یهودیان شوروی شد.
در ۱۰ اکتبر ۱۹۴۱، هایدریش افسر ارشدِ اداره اصلی امنیت رایش در نشست «راه حل نهایی» در پراگ بود که در آن، در مورد تبعید ۵۰٬۰۰۰ یهودی از مناطق فرمانداری بوهمیا و موراویا به گتوهای مینسک و ریگا بحث می‌شد. هایدریش با توجه به موقعیتی که داشت، در اجرای این طرح‌ها نقش اساسی ایفا می‌نمود؛ زیرا گشتاپوی او آماده سازماندهی تبعید در غرب بود و نیروهای آینزاتس‌گروپن او، پیش‌تر عملیات کشتار گسترده‌ای را در شرق آغاز کرده بودند. افسران حاضر همچنین در مورد انتقال ۵٬۰۰۰ یهودی از پراگ «در چند هفته آینده» و تحویل آنها به فرماندهان آینزاتس‌گروپن آرتور نبه و اُتو راش بحث کردند. ایجاد گتوهای بیشتر در فرمانداری رایش نیز برنامه‌ریزی شد که منجر به ساخت گتوی ترزینشتات گردید که در آن ۳۳٬۰۰۰ نفر در نهایت جان خود را از دست دادند. ده‌ها هزار نفر دیگر، اقامتی موقت در این اردوگاه داشتند و سپس برای «مرگ» به سمت شرق فرستاده شدند. هیملر در سال ۱۹۴۱، هایدریش را «مسئول اجرای» عملیات انتقال اجباری ۶۰٬۰۰۰ یهودی از آلمان و چکسلواکی به محله یهودی‌نشین ووچ (گتوی لیتزمانشتات) در لهستان نمود.
پیش‌تر در ۳۱ ژوئیه ۱۹۴۱، هرمان گورینگ به هایدریش مجوز کتبی داد تا از همکاری رهبران اداری بخش‌های مختلف دولتی جهت اجرای «راه حل نهایی برای مسئله یهودیان» در سرزمین‌های تحت کنترل آلمان اطمینان حاصل کند. در ۲۰ ژانویه ۱۹۴۲، هایدریش ریاست جلسه‌ای را بر عهده داشت که امروزه با نام کنفرانس وانزه شناخته می‌شود تا در مورد اجرای این طرح بحث و گفتگو شود.

## مرگ

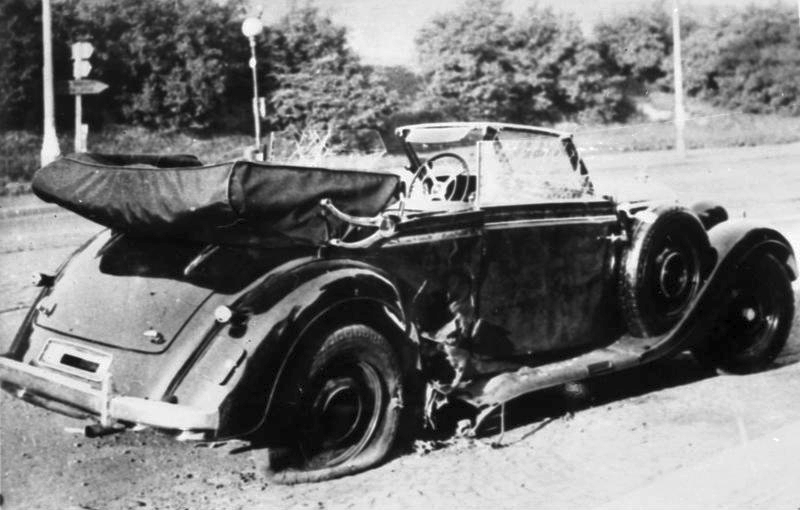
مرسدس-بنز روباز مدل «و-۱۴۲ بی» که هایدریش در آن به‌شدت مجروح شد

در لندن، دولتِ در تبعیدِ چکسلواکی، تصمیم به کشتن هایدریش گرفت. یان کوبیش و یوزف گابچیک، رهبری تیمی را که برای این مأموریت برگزیده شده بودند، به‌عهده داشتند. این تیم توسط سازمان اجرایی عملیات ویژه در بریتانیا آموزش دیده بودند. در ۲۸ دسامبر ۱۹۴۱ آنها با چترنجات به قلمروی فرمانداری رایش رفتند و در آنجا مخفیانه زندگی کردند تا برای مأموریت آماده شوند.
هایدریش در ۲۷ مه ۱۹۴۲ تصمیم گرفت در برلین با هیتلر ملاقات کند. اسناد آلمانی نشان می‌دهد که هیتلر قصد داشت او را به فرانسهٔ تحتِ اشغالِ آلمان منتقل کند؛ جایی که مقاومت فرانسه در حال افزایش و استحکام بود. هایدریش برای رفتن از منزل خود به فرودگاه، می‌بایست از محل اتصال جاده درسدن-پراگ با جادهٔ منتهی به پل ترویا عبور می‌کرد. تقاطع لیبن در حومه پراگ برای حمله بسیار مناسب بود؛ زیرا رانندگان باید سرعت خود را برای عبور از یک پیچِ تند کاهش می‌دادند. با کاهش سرعت ماشین هایدریش، گابچیک با یک مسلسل استن وی را هدف گرفت اما مسلسل گیر کرد و گلوله‌ای شلیک نشد. هایدریش به راننده خود — کلاین — دستور توقف داد و سعی کرد به جای دور شدن و فرار، با گابچیک مقابله کند. کوبیش که تا آن لحظه از دیدِ هایدریش یا کلاین دور مانده بود، در حین توقف خودرو، یک مین ضد تانک تغییرداده‌شده را به سمت خودروی هاینریش پرتاب کرد که روی چرخ عقب فرود آمد. انفجار حاصله، گلگیر عقب سمت راست را شکست و هایدریش را زخمی کرد و قطعات فلزی و الیاف روکش داخلی باعث آسیب جدی به سمت چپ بدن او شد. وی از ناحیه دیافراگم، طحال و یک ریه آسیب شدیدی دید و یکی از دنده‌هایش شکست. آسیب خفیفی هم به ناحیه صورت کوبیش در اثر اصابت ترکش وارد آمد. پس از فرار کوبیش، هایدریش به کلاین دستور داد تا گابچیک را با پای پیاده دنبال کند اما گابچیک به پای کلاین شلیک کرد و سپس متواری شد.
در این هنگام، یک زن چک به کمک هایدریش شتافت و جلوی یک وانت عبوری تحویل بار را گرفت. هایدریش را بر روی شکم خود، در پشت وانت گذاشتند و به اورژانس بیمارستان بولووکا منتقل کردند. در بیمارستان عمل طحال‌برداری انجام شد و زخم‌های قفسه سینه، ریه چپ و دیافراگم همگی دبریدمان شدند. هیملر به کارل گبهارت دستور داد تا به پراگ برود و مراقبت از هایدریش را به‌عهده بگیرد. با وجود ادامهٔ تب، به‌نظر می‌رسید که روند بهبودی او به‌خوبی پیش می‌رود. پزشک شخصی هیتلر تئودور مورل، پیشنهاد کرد از آنتی‌بیوتیک جدید سولفونامید استفاده شود اما گبهارت عقیده داشت که هاینریش رو به بهبودی است و این پیشنهاد را رد کرد.
هایدریش در ۲ ژوئن، طی دیداری با هیملر، با خواندن یکی از اپرای پدرش، خود را به دست سرنوشت سپرد:
جهان چون یک ارغنون استوانه‌ای است که پروردگار، خود آنرا می‌نوازد.  ما همگی، باید به نوایی که از پیش مقدر و در حال اجراست، برقصیم.
در ۳ ژوئن، یک روز پس از دیدار هیملر، هایدریش به کما رفت و هرگز به‌هوش نیامد. او در ۴ ژوئن ۱۹۴۲ درگذشت. با انجامِ کالبدشکافی معلوم شد که وی بر اثر سپتیسمی درگذشته است. هایدریش هنگام مرگ، ۳۸ سال داشت.

### مراسم خاک‌سپاری

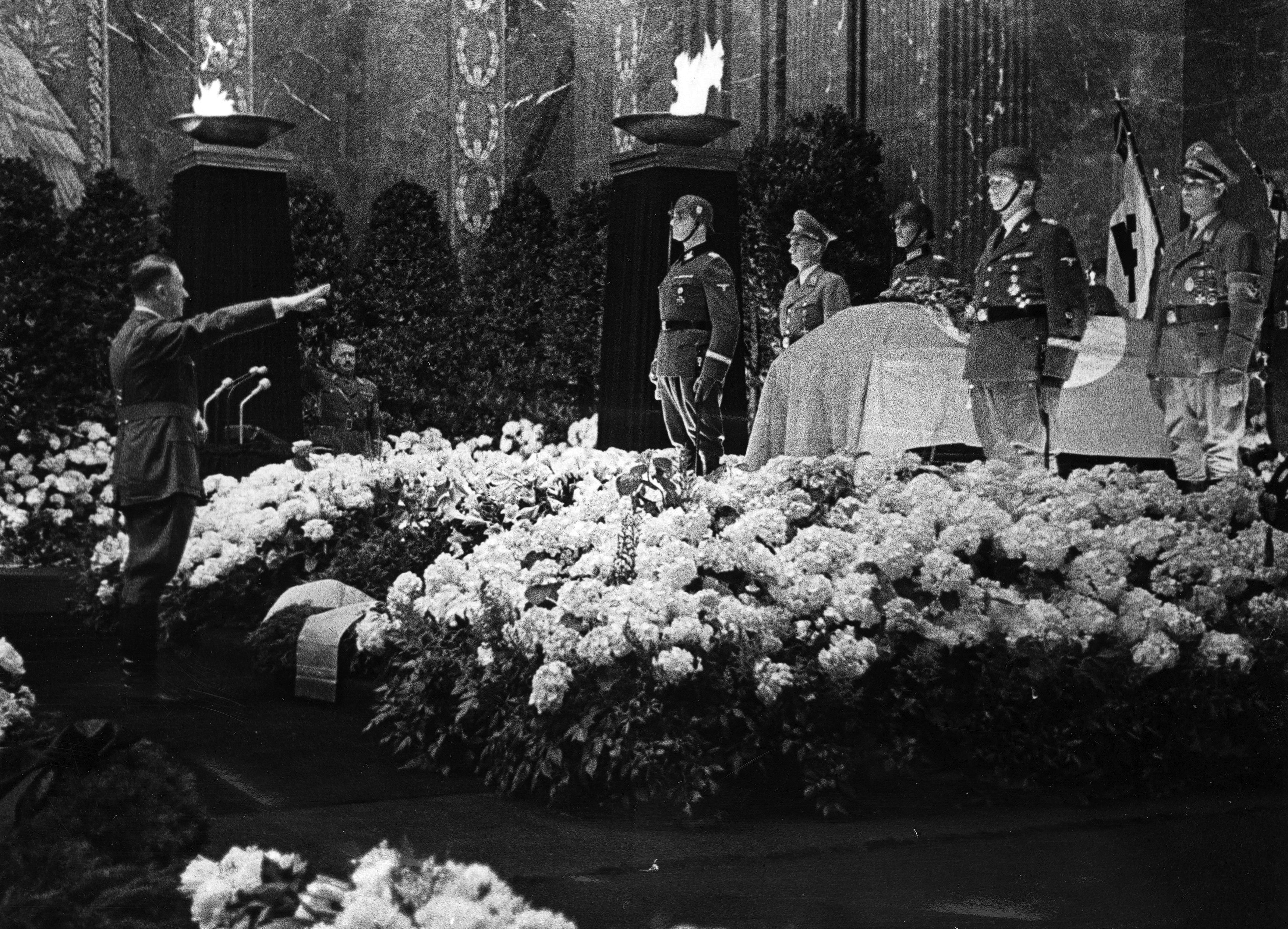
هیتلر در مراسم تشییع جنازهٔ حکومتی هایدریش، ۹ ژوئن ۱۹۴۲

پس از تشییع جنازهٔ مفصلی که در ۷ ژوئن ۱۹۴۲ در پراگ برگزار شد، تابوت هایدریش در قطاری به مقصد برلین قرار گرفت؛ تا مراسم دیگری در مقر صدارت عظمای رایش در ۹ ژوئن برگزار شود. هیملر موعظهٔ مجلس ختم را انجام داد. هیتلر در این مراسم شرکت کرد و مدال‌های هایدریش را — از جمله بالاترین درجه نشان آلمان، نشان خون، نشان زخم زرین و صلیب لیاقت در جنگ درجه یک با شمشیر — را روی بالشِ خاکسپاری او قرار داد. اگرچه از مرگ هایدریش برای تبلیغ سیاسی حکومت رایش استفاده شد اما هیتلر در خلوت هایدریش را به دلیل بی احتیاطی، مقصر مرگ خویش خواند:
از آنجایی که این «فرصت‌ها» است که نه تنها دزدان، بلکه قاتلان را نیز می‌سازد، ژست‌های قهرمانانه‌ای چون رانندگی در یک وسیله نقلیهٔ روباز و بدون زره، یا راه رفتن در خیابان‌ها بدون محافظ شخصی، فقط حماقتی در خور دشنام است که هیچ سودی برای سرزمین پدری ندارد. این که مردی بی‌بدیل همچون هایدریش خود را در معرض خطرات غیرضروری قرار می‌دهد؛ فقط می‌توانم به‌عنوان عملی نابخردانه و نامعقول آنرا نکوهش کنم.

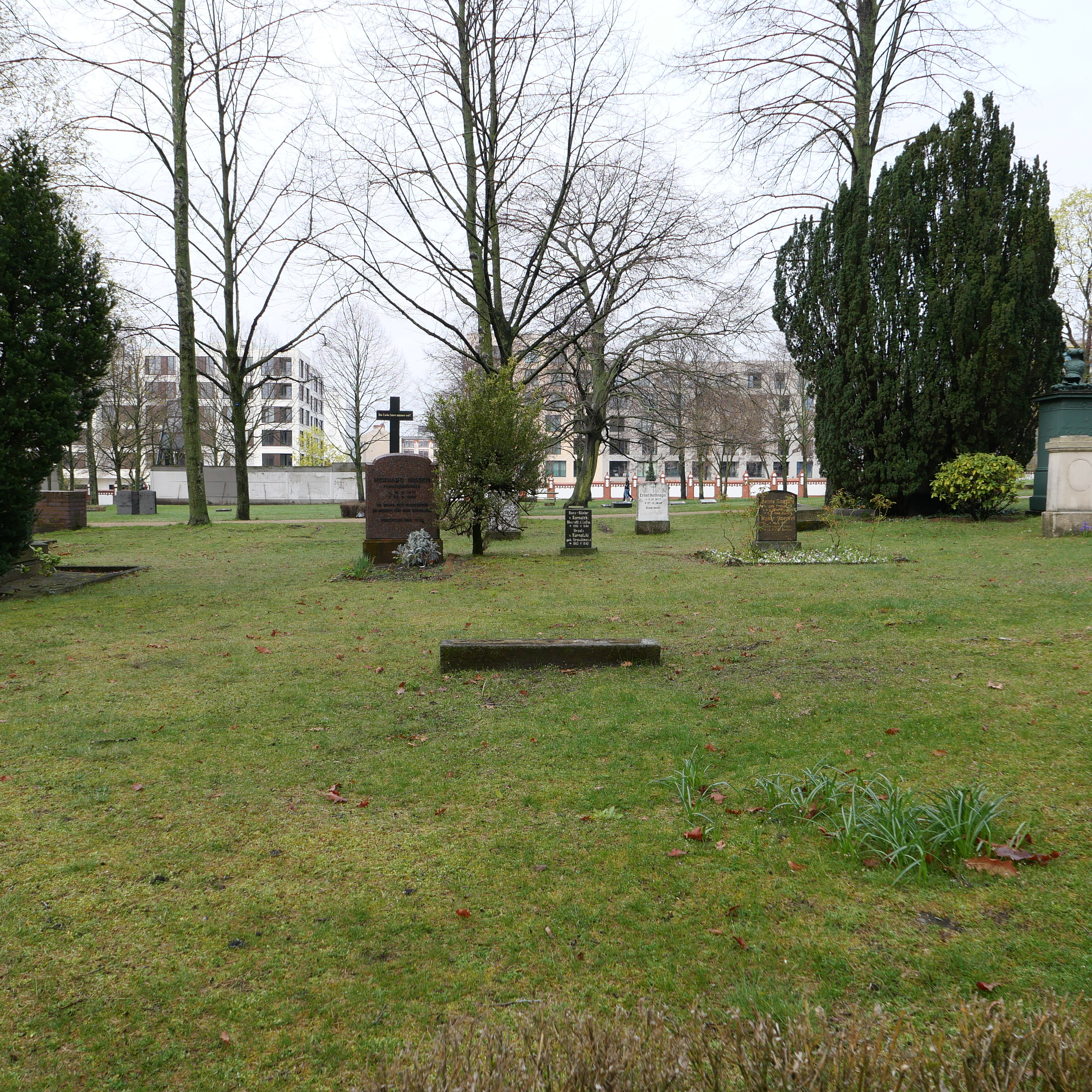
قبر ناشناس هایدریش در گورستان معلولان برلین. مکان دقیق در سال 2019 زمانی که عاملان ناشناس مقبره را باز کردند، به اطلاع عموم رسید.

هایدریش را در گورستان اینوَلیت که یکی از گورستان‌های نظامی آلمان بود، به‌خاک سپردند. مکان دقیق دفن را شهروندان عادی نمی‌دانند. یک نشانگر چوبی موقت که در زمان دفن نشانگر قبر بود، با تسخیر شهر توسط نیروهای ارتش سرخ در سال ۱۹۴۵، ناپدید و هرگز جایگزین نشد؛ به این دلیل که نمی‌خواستند قبر هایدریش به محل تجمعِ نئونازی‌ها تبدیل شود. با این وجود، ۱۶ دسامبر ۲۰۱۹، بی‌بی‌سی گزارش داد که قبر بی‌نشان هایدریش توسط افراد ناشناس باز شده‌است؛ بدون اینکه چیزی از آن برداشته شود. عکسی از مراسم به‌خاک‌سپاری هایدریش نشان می‌دهد که تاج‌های گل و عزاداران در بخش A قرار دارند که در مجاورت دیوار شمالی گورستان اینولیت و خیابان شارنهورس، در جلوی گورستان است. کتاب جدید زندگی‌نامه هایدریش نیز قبر را در بخش A ثبت کرده‌است. هیتلر قصد داشت تا برای هایدریش یک مقبره باشکوه بسازد (طراحی‌شده توسط مجسمه‌ساز آلمانی آرنو برکر و معمار آلمانی ویلهلم کرایس) اما به دلیل کاهش دارایی‌ها و قدرت مالی آلمان، هرگز ساخته نشد.
لینا، بیوه هایدریش، پس از تنظیمِ شکایت و طرح تعدادی پروندهٔ قضایی علیه دولت آلمان غربی در سال‌های ۱۹۵۶ و ۱۹۵۹، حق بازنشستگی شوهرش را به دست آورد. او مستحق دریافت مستمری قابل توجهی شد؛ زیرا شوهرش یک ژنرال آلمانی بود که در عملیات کشته شده بود. دولت قبلاً به دلیل نقش هایدریش در هولوکاست از پرداخت پول خودداری کرده بود. این زوج چهار فرزند داشتند: کلاوس، متولد ۱۹۳۳ که در یک تصادف رانندگی در سال ۱۹۴۳ کشته شد. هایدر، متولد ۱۹۳۴؛ زیلکه، متولد ۱۹۳۹؛ و مارته که اندکی پس از مرگ پدرش در سال ۱۹۴۲ به دنیا آمد. لینا کتاب خاطراتی با عنوان زندگی با یک جنایتکار جنگی نوشت که در سال ۱۹۷۶ منتشر شد. او یک بار دیگر ازدواج کرد و در سال ۱۹۸۵ درگذشت.

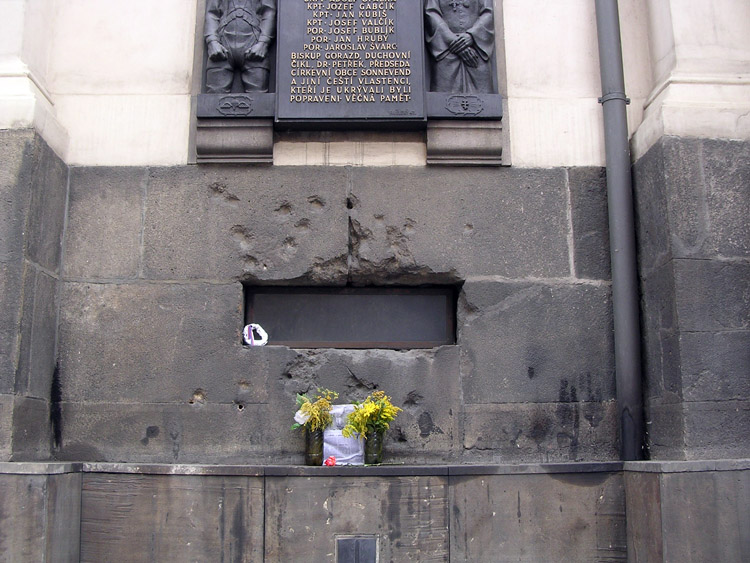
پنجرهٔ گلوله‌خوردهٔ یکی از دخمه‌های کلیسای جامع سیریل و متودی مقدس در پراگ، جایی که کوبیش و هم‌رزمانش به دام افتادند.

### پیامدهای بعدی
مهاجمان هایدریش در خانه‌های امن پنهان شدند و در نهایت به کلیسای جامع سیریل و متودی مقدس، کلیسای ارتدکس در پراگ، پناه برند. پس از اینکه یک خائن در نیروهای مقاومت چک به نام کارل چوردا، مکان اختفای آنها را لو داد، کلیسا به محاصرهٔ ۸۰۰ نیروی اس‌اس و گشتاپو درآمد. چندین چک کشته شدند و بقیه در سردابه‌ها و دخمه‌های کلیسا پنهان شدند. آلمانی‌ها سعی کردند با شلیک گلوله، گاز اشک‌آور و با پر کردنِ دخمه‌ها با آب، این افراد را بیرون برانند. در نهایت یک ورودی با استفاده از مواد منفجره در دیوار کلیسا ایجاد شد. سربازان چک به جای تسلیم، خود را کشتند. از جمله حامیان این پارتیزان‌ها که در پی این حوادث کشته شدند، می‌توان به رهبر مذهبی کلیسا، اسقف گوراست اشاره کرد که اینک به عنوان شهید کلیسای ارتدکس مورد احترام است.
هیتلر که از مرگ هایدریش به‌شدت خشمگین شده بود، ابتدا دستور داد ۱۰٬۰۰۰ چک به‌طور تصادفی دستگیر و اعدام شوند اما پس از مشورت با کارل هرمان فرانک، تصمیمش را تغییر داد. سرزمین چک یک منطقه صنعتی مهم برای ارتش آلمان بود و کشتار بی‌رویه و تصادفی افراد می‌توانست بهره‌وری منطقه را کاهش دهد. هیتلر دستور داد تا تحقیقات فوری انجام شود. نیروهای اطلاعات به‌دروغ، قاتلان را با روستاهای لیدیتسه و لژاکی مرتبط دانست. در گزارش گشتاپو آمده‌است که لیدیتسه، در ۲۲ کیلومتری شمال غرب پراگ، به عنوان مخفیگاه مهاجمان مظنون استفاده شده‌است؛ زیرا چند افسر ارتش چک که در آن زمان در انگلستان بودند، از آنجا آمده بودند و گشتاپو نیز یک فرستنده رادیویی گروه مقاومت را در لژاکی یافته بود. در ۹ ژوئن، پس از گفتگو با هیملر و کارل هرمان فرانک، هیتلر دستور اقدامات تلافی‌جویانه وحشیانه‌ای را صادر کرد. در همان روز، در روستای لیدیتسه، تمامی ۱۷۲ پسر و مرد بین ۱۴ تا ۸۴ سال تیرباران شدند. سپس، همه بزرگسالان در روستای لژاکی هم به قتل رسیدند.

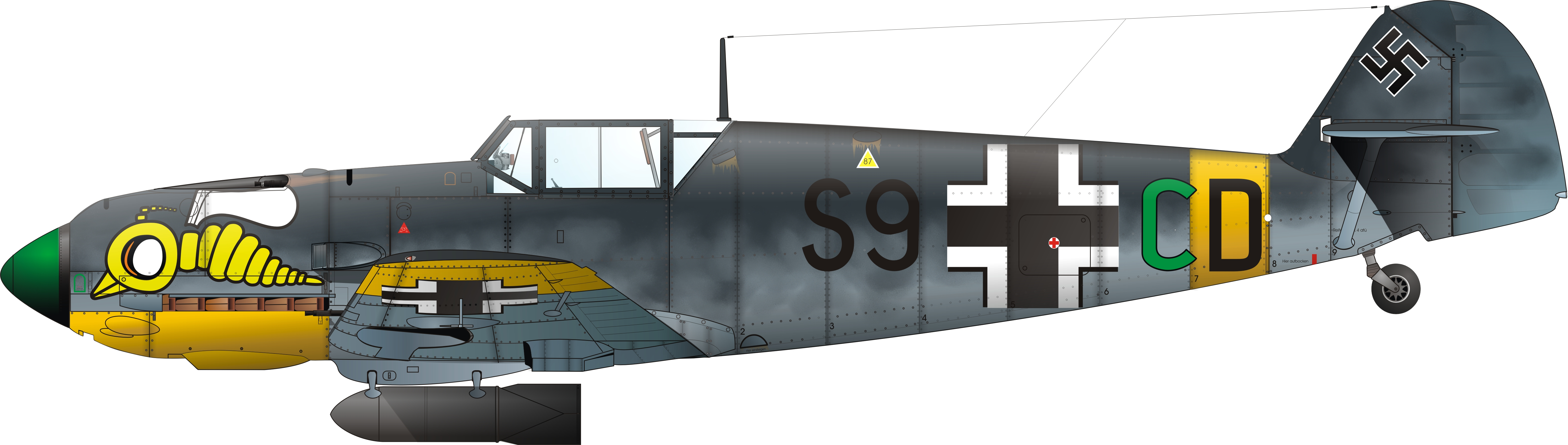
طرحی از هواگرد مسرشمیت ب‌اف ۱۰۹. هایدریش با یکی از نمونه‌های همین هواگرد که مدل «109E-7» بود، به همراه جناح ۷۷ جنگنده، در نروژ مشغول مأموریت هوایی بود که با آتشِ ضدهوایی سرنگون شد.

همه زنان به جز چهار نفر از لیدیتسه بلافاصله به اردوگاه کار اجباری راونسبروک تبعید شدند (آن چهار نفر باردار بودند — آنها را در همان بیمارستانی که هایدریش در آن مرده بود، وادار به سقط اجباری جنین کردند و سپس به اردوگاه کار اجباری فرستادند). برخی از کودکان برای آلمانی‌سازی انتخاب شدند و ۸۱ کودک دیگر در وانت‌های گاز در اردوگاه مرگ خلمنو به قتل رسیدند. هر دو روستا را به آتش کشیدند و ویرانه‌های لیدیتسه را با خاک یکسان کردند. در مجموع، حداقل ۱٬۳۰۰ چک، از جمله ۲۰۰ زن، به تلافیِ ترور هایدریش، کشته شدند.
ارنست کالتنبرونر جانشین هایدریش در اداره اصلی امنیت رایش شد و کارل هرمان فرانک (در روزهای ۲۷ و ۲۸ مه ۱۹۴۲) و کورت دالوگه (از ۲۸ مه ۱۹۴۲ تا ۱۴ اکتبر ۱۹۴۳) جانشین هایدریش در مقام فرماندار بوهم و موراویا شدند. پس از مرگ هایدریش، اجرای سیاست‌هایی که در کنفرانس وانزه به ریاست او رسمیت یافته بود، تسریع شد. سه اردوگاه مرگِ واقعی اولیه که به‌منظورِ کشتار جمعی بدون هیچ رسیدگی قانونی یا بهانه‌ای طراحی شده بودند، در تربلینکا، سوبیبور و بلژک ساخته و عملیاتی شدند. این پروژه به افتخار او عملیات راینهارت نام گرفت.

## سابقهٔ خدمت
ترفیع درجات در اس‌اس:
- ۱۴ ژوئیه ۱۹۳۱: من (سرباز صفر)
- ۱۰ اوت ۱۹۳۱: اشتورم‌فورر (ستوان)
- ۱ دسامبر ۱۹۳۱: اشتورم‌هاوپت‌فورر (سروان)
- ۲۵ دسامبر ۱۹۳۱: اشتورم‌بان‌فورر (سرگرد)
- ۲۹ ژوئیه ۱۹۳۲: اشتاندارتن‌فورر (سرهنگ)
- ۲۱ مارس ۱۹۳۳: اوبرفورر (سرهنگ ارشد)
- ۹ نوامبر ۱۹۳۳: بریگاده‌فورر (سرتیپ)
- ۳۰ ژوئن ۱۹۳۴: گروپن‌فورر (سرلشکر)
- ۲۷ سپتامبر ۱۹۴۱: اوبرگروپن‌فورر و ژنرال پلیس (سپهبد)

دوران خدمت هایدریش در اس‌اس، ترکیبی از ترفیع‌های سریع، دوره‌های آموزشی سربازان ذخیره در نیروهای مسلح عادی و خدمات رزمی در خط مقدم بود. در طول ۱۱ سال خدمت او در اس‌اس، هایدریش «تمامی درجات را طی کرد و بالا رفت» و از سرباز صفری به ارتشبدی رسید. او همچنین یک سرگرد در لوفت‌وافه بود و تا ۲۲ ژوئیه ۱۹۴۱ که هواپیمایش مورد اصابت آتش ضدهوایی شوروی قرار گرفت، نزدیک به ۱۰۰ مأموریت جنگی را انجام داده بود. هایدریش در پشت خطوط دشمن فرود اضطراری انجام داد. وی از یک گشت نیروهای شوروی فرار کرد و با یک گشت آلمانی پیشرو تماس گرفت. پس از این واقعه، هیتلر شخصاً به هایدریش دستور داد که برای از سرگیری وظایف اس‌اس خود به برلین بازگردد. سابقه خدمت او همچنین نشان می‌دهد که او یک ستوان ذخیره نیروی دریایی هم بود اما در سال ۱۹۳۱ به دلیل «رفتار ناشایست یک افسر» با از دست دادن یک درجه، از کار برکنار شد و در طول جنگ جهانی دوم هیچ تماسی با نیروی‌های ذخیره نیروی دریایی نداشت.
هایدریش تعدادی جوایز نازی و نظامی دریافت کرد که از آن میان می‌توان به عالی‌ترین نشان آلمان، نشان خون، نشان زرین حزب، نشان هوانوردی لوفت‌وافه، سگک برنزی و نقره‌ای پرواز لوفت‌وافه برای مأموریت‌های رزمی و صلیب آهنین درجه‌های اول و دوم اشاره کرد.

## در فرهنگ عامه
- جلادان هم می‌میرند[۱۷۶][۱۷۷] (۱۹۴۳) فیلمی به کارگردانی فریتس لانگ است که بر پایهٔ داستانی از خودش و برتولت برشت ساخته شده و در آن هانس هاینریش فون تواردوفسکی در نقش راینهارت هایدریش ایفای نقش نموده‌است.
- مجنون هیتلر[۱۷۸] (۱۹۴۳) فیلمی به کارگردانی داگلاس سیرک دربارهٔ ترور و قتل‌عام انتقام‌جویانهٔ لیدیتسه است. جان کارادین در نقش راینهارت هایدریش ظاهر شده‌است.
- کاناریس[۱۷۹] (۱۹۵۴) فیلمی به کارگردانی آلفرد وایدنمن دربارهٔ دستگیری و اعدام دریاسالار ویلهلم کاناریس پس از واقعهٔ کودتای ۲۰ ژوئیه با بازی مارتین هلد در نقش هایدریش.
- ترور[۱۸۰][۱۸۱] (۱۹۶۴) فیلمی به کارگردانی ییرژی سکوئنس دربارهٔ عملیات انتروپوید و ترور هایدریش با بازی زیگفرید لویدا در نقش او.
- عملیات سپیده‌دم[۱۸۲][۱۸۳] (۱۹۷۵) فیلمی به کارگردانی لوئیس گیلبرت دربارهٔ عملیات انتروپوید با بازی آنتون دیفرینگ در نقش راینهارت هایدریش.
- هولوکاست[۱۸۴] (۱۹۷۸) یک مینی‌سریال آمریکایی دربارهٔ وقایع هولوکاست با هنرنمایی دیوید وارنر در نقش هایدریش.
- کنفرانس وانزه[۱۸۵] (۱۹۸۴) یک تله‌فیلم آلمانی دربارهٔ کنفرانس وانزه با بازی دیتریش ماتائوش در نقش هایدریش.
- توطئه[۱۸۶][۱۸۷] (۲۰۰۱) یک تله‌فیلم جنگی بریتانیایی دربارهٔ کنفرانس وانزه با بازی کنت برانا در نقش هایدریش.
- ارکستر سرخ[۱۸۸] (۲۰۰۴) یک مینی‌سریال روسی دربارهٔ گروه مقاومت ارکستر سرخ با بازی سرگئی گارماش در نقش هایدریش.
- لیدیتسه[۱۸۹][۱۹۰] فیلمی به کارگردانی «	پتر نیکلایف» دربارهٔ قتل‌عام انتقام‌جویانهٔ لیدیتسه به‌دنبال ترور راینهارت هایدریش. دتلف بوته در نقش راینهارت هایدریش بازی کرده است.
- انتروپوید[۱۹۱][۱۹۲] (۲۰۱۶) فیلمی بریتانیایی به کارگردانی شان الیس با بازی دتلف بوته در نقش هایدریش.
- مردی با قلب آهنین[۱۹۳][۱۹۴] (۲۰۱۷) یک درام تاریخی دربارهٔ ترور راینهارت هایدریش به کارگردانی سیدریک ژیمنز با هنرنمایی جیسون کلارک در نقش هایدریش.
- ساکن برج بلند[۱۹۵][۱۹۶][۱۹۷] یک مجموعهٔ تلویزیونی در سبک تاریخ جایگزین دربارهٔ ویران‌شهری است که در آن نیروهای آلمان نازی و امپراتوری ژاپن در جنگ جهانی دوم پیروز شده و بر جهان حکمرانی می‌کنند. این سریال برپایهٔ رمان تخیلی ساکن برج بلند به قلم فیلیپ کی. دیک ساخته شده و در آن «رِی پراشا» در نقش هایدریش بازی کرده‌است.
- کنفرانس وانزه[۱۹۸] (۲۰۲۲) یک تله‌فیلم آلمانی دربارهٔ کنفرانس وانزه با بازی فیلیپ هوخمایر در نقش هایدریش.

## بیشتر بخوانید
- Aronson, Shlomo (1984) [1971]. Reinhard Heydrich und die Frühgeschichte von Gestapo und SD. Stuttgart: Deutsche Verlags-Anstalt. ISBN 978-3-421-01569-3.
- Fest, Joachim (1999) [1970]. The Face of the Third Reich: Portraits of the Nazi Leadership. New York: Da Capo Press. ISBN 978-0-306-80915-6.
- Graber, G. S. (1996) [1978]. The History of the SS. London: Robert Hale. ISBN 978-0-7090-5880-9.
- Graber, G. S. (1980). The Life and Times of Reinhard Heydrich. Philadelphia: David McKay. ISBN 978-0-679-51181-6.
- Heydrich, Lina (1976). Leben mit einem Kriegsverbrecher [Life with a War Criminal]. Pfaffenhofen: Ludwig Verlag. ISBN 978-3-7787-1025-8.
- Schellenberg, Walter (2000) [1956]. The Labyrinth: Memoirs of Walter Schellenberg, Hitler's Chief of Counterintelligence. New York: Da Capo Press. ISBN 978-0-306-80927-9.
- Schreiber, Carsten (2008). Elite im Verborgenen. Ideologie und regionale Herrschaftspraxis des Sicherheitsdienstes der SS und seines Netzwerks am Beispiel Sachsens. Studien zur Zeitgeschichte; Bd. 77 (به آلمانی). München: Oldenbourg. ISBN 978-3-486-58543-8.
- Suppan, Arnold (2019). "The Tyranny of Reinhard Heydrich and His Assassination". Hitler–Beneš–Tito: National Conflicts, World Wars, Genocides, Expulsions, and Divided Remembrance in East-Central and Southeastern Europe, 1848–2018. Vienna: Austrian Academy of Sciences Press. pp. 443–460. ISBN 978-3-7001-8410-2. JSTOR j.ctvvh867x.
- Wiener, Jan G. (1969). The Assassination of Heydrich. New York: Grossman Publishers. OCLC 247895.